# N8 리서치 파트너십
N8 리서치 파트너십(영어: N8 Research Partnership)은 2007년 만들어진 영국의 대학간 연구 협력체이다. 잉글랜드 북부의 8개 연구 중심 대학 간 상호 교류와 연구 협력을 위해 생겨났다. 참여하는 대학들은 연간 총 650만 파운드의 연구기금을 운용하며 18,000명이 넘는 교직원을 고용하고 있다. N8은 영국 역사상 최대 규모의 대학 간 연구 협력체이다.

## 참여 대학
- 더럼 대학교

- 랭커스터 대학교

- 리즈 대학교

- 리버풀 대학교

- 맨체스터 대학교

- 뉴캐슬 대학교,

- 셰필드 대학교

- 요크 대학교